# Federazione cestistica di Haiti
La Federazione cestistica di Haiti è l'ente che controlla e organizza la pallacanestro in Haiti.
La federazione controlla inoltre la nazionale di pallacanestro di Haiti. Ha sede a Port-au-Prince e l'attuale presidente è Joachim Guy.
È affiliata alla FIBA dal 1970 e organizza il campionato di pallacanestro di Haiti.